# Fedor Zahorowski
Fedor Zahorowski herbu Korczak – poborca w województwie wołyńskim.
Poseł na sejm pacyfikacyjny 1589 roku z województwa wołyńskiego, podpisał traktat bytomsko-będziński.